# Herron (Peel)
Herron is de meest zuidelijk gelegen buitenwijk van Mandurah in de regio Peel in West-Australië.

## Geschiedenis
In 1853 arriveerden James en Isabella Herron aan boord van de Clara vanuit Ierland in West-Australië. Ze vestigden zich aan Lake Clifton. In 1866 bouwden ze een huis op hun pastorale lease.
Op 16 mei 1980 werd de buitenwijk naar Robert Herron vernoemd. Herron was een vroege kolonist en huurde in 1872 grondgebied in de streek. 'Herron Point' aan de andere kant van het Harvey-estuarium werd ook naar hem vernoemd.

## Beschrijving
Herron maakt deel uit van het lokale bestuursgebied (LGA) City of Mandurah, waarvan Mandurah de hoofdplaats is.
Tijdens de volkstelling van 2021 telde Herron 438 inwoners, tegenover 407 in 2006.

## Ligging
Herron ligt nabij de van de Highway 1 deel uitmakende 'Old Coast Road', 100 kilometer ten zuidzuidwesten van de West-Australische hoofdstad Perth, 75 kilometer ten noorden van Bunbury en 30 kilometer ten zuiden van het centrum van Mandurah.
De buitenwijk wordt begrensd door het nationaal park Yalgorup in het noorden en het westen, het Peel-Harvey-estuarium in het oosten en de Shire of Waroona in het zuiden.

## Klimaat
Herron kent een warm mediterraan klimaat, Csa volgens de klimaatclassificatie van Köppen.